# Гольденберг, Леонид Аркадьевич
Леони́д Арка́дьевич Гольденбе́рг (24 сентября 1920, Киев, УССР — 19 декабря 1989, Москва, СССР) — советский историк наук о Земле, источниковед. Доктор исторических наук (1968), профессор.

## Биография
Родился 24 сентября 1920 года в Киеве, в семье Аркадия Михайловича (1894—1942) и Елизаветы Исааковны (род. 1898) Гольденбергов.
В 1938—1940 годах учился в Чкаловском училище зенитной артиллерии в Оренбурге. Участник Великой Отечественной войны, до конца 1945 года служил в Советской армии.
В 1946—1956 годах работал, учился (до 1949 года) и преподавал в Историко-Архивном институте.
В 1956—1960 годах работал в геологических экспедициях АН СССР.
В 1958 году стал кандидатом, в 1968 году — доктором исторических наук.
C 1960 года — научный сотрудник, заведующий отделом Научно-Технической информации НИЛнефтегаз Главгеологии РСФСР. В дальнейшем Всесоюзного научно-исследовательского института геологии зарубежных стран (НИЛЗарубежгеология). Принял участие в разработке информационно-поисковой системы по геологии и полезным ископаемым зарубежных стран.
Скончался 19 декабря 1989 года в Москве.

## Вклад в науку
Исследователь истории, геологии, географии, картографии Сибири XVII—XVIII вв., научный биограф С. У. Ремезова и Ф. И. Соймонова. Текст его докторской диссертации «С. У. Ремезов и картографическое источниковедение Сибири второй половины XVII — начала XVIII в.», защищённой в 1967 г., был воспроизведён Общественным благотворительным фондом «Возрождение Тобольска» в 2011 г.
Первым в СССР выдвинул и обосновал проблему картографического источниковедения, ввёл в научный оборот множество ценных исторических документов. Был первым советским редактором-корреспондентом международного ежегодника по истории картографии Imago Mundi, основанного в Берлине в 1935 году Львом Семёновичем Багровым.

## Награды
- ? — Орден Отечественной войны 2 степени
- 1945 — Медаль «За победу над Германией в Великой Отечественной войне 1941—1945 гг.»
- 1947 — Медаль «В память 800-летия Москвы»
- 1970 — Медаль «В ознаменование 100-летия со дня рождения Владимира Ильича Ленина»

## Членство в организациях
- 1962 — КПСС
- 1984 — ИНИГЕО